# Trnava

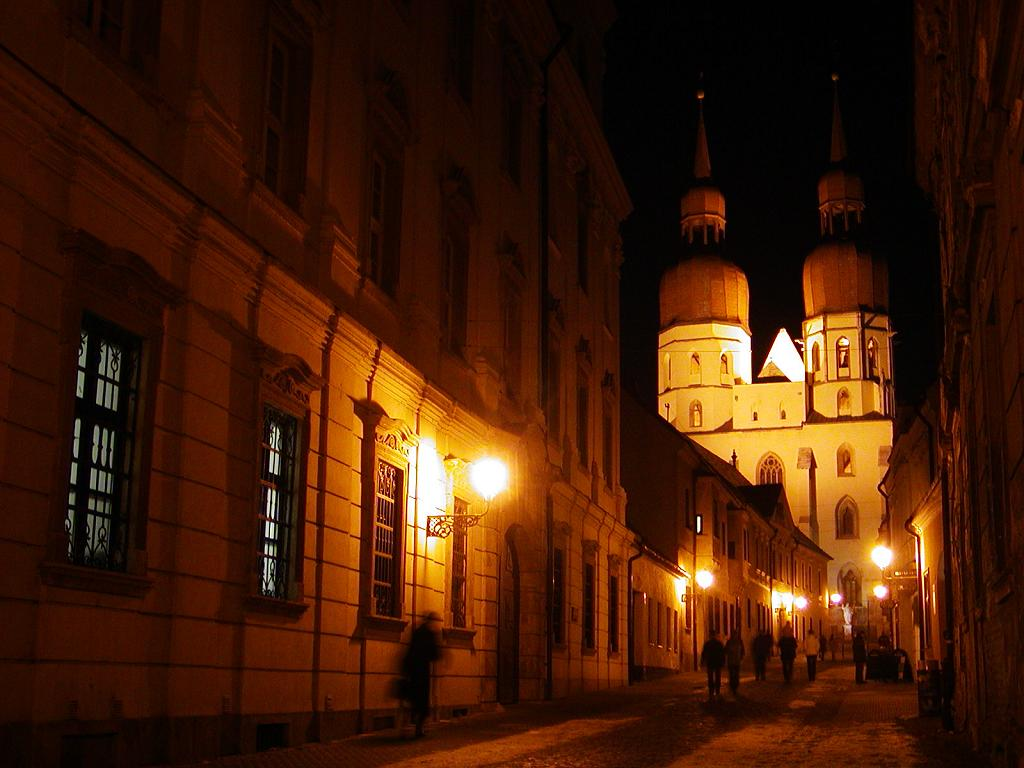
Biserica Sf. Nicolae

Trnava (în germană Tyrnau, medieval Sumbothal, în maghiară Nagyszombat, evocat uneori de românii transilvăneni drept Târnavia sau Sâmbăta Mare) este un oraș în vestul Slovaciei, la 45 km nord-est de Bratislava, pe râul Trnavka, pe magistrala feroviară Bratislava-Žilina și pe autostrada cu acces limitat Bratislava-Žilina. Este capitala unei regiuni (kraj) sau Unități Teritoriale Autonome (VÚC) și a unui district (okres). Este sediul unei arhiepiscopii romano-catolice (1541-1820 și din 1978). Orașul are un centru istoric. Datorită numărului mare de biserici între zidurile orașului, Trnava a fost denumită adeseori "Roma slovacă".

## Etimologie
Numele orașului derivă de la cuvântul slovac tŕnie (mărăciniș), cu referire la vegetația de pe malurile râului.

## Demografie
| An:                | 1994   | 2004   | 2014   | 2024   |
| ------------------ | ------ | ------ | ------ | ------ |
| Număr de persoane: | 70.017 | 69.140 | 65.713 | 63.180 |
| Diferență:         |        | −1,25% | −4,95% | −3,85% |

| An:                | 2023   | 2024   |
| ------------------ | ------ | ------ |
| Număr de persoane: | 62.955 | 63.180 |
| Diferență:         |        | +0,35% |

## Personalități născute aici
- Johannes Sambucus (1531 - 1584), cărturar umanist;
- György Káldi⁠(d) (1573 - 1634), traducător al Bibliei și pedagog maghiar;
- Franz Fasching (1686 - 1746), călugăr iezuit, profesor la Colegiul Iezuit din Cluj;
- Juraj Haulik (1788 - 1869), arhiepiscop romano-catolic;
- Ludwig Schlesinger⁠(d) (1864 - 1933), matematician german, profesor la Universitatea Franz Josef din Cluj;
- Alfréd Wetzler (1918 - 1988), supraviețuitor al Lagărului de concentrare Auschwitz;
- Igor Matovič⁠(d) (n. 1973), politician, fost premier al Slovaciei;
- Kamil Kopúnek (n. 1984), fotbalist slovac;
- Taťána Kuchařová (n. 1987), fotomodel ceh.

## Varia
În Biserica Sf. Nicolae este înmormântat cărturarul sibian Nicolaus Olahus.